# Сигачинское сельское поселение
Сигачинское се́льское поселе́ние — муниципальное образование в Батыревском районе Чувашии Российской Федерации.
Административный центр — деревня Сигачи.

## История
Статус и границы сельского поселения установлены Законом Чувашской Республики от 24 ноября 2004 года № 37 «Об установлении границ муниципальных образований Чувашской Республики и наделении их статусом городского, сельского поселения, муниципального района и городского округа».

## Население
| 2010 | 2012 | 2013 | 2014 | 2015 | 2016 | 2017 |
| ---- | ---- | ---- | ---- | ---- | ---- | ---- |
| 756  | ↘735 | ↘701 | ↘692 | ↘680 | ↘675 | ↘639 |
| 2018 | 2019 | 2020 | 2021 |      |      |      |
| ↘617 | ↘588 | ↗595 | ↘579 |      |      |      |

## Состав сельского поселения
| № | Населённый пункт | Тип населённого пункта          | Население |
| - | ---------------- | ------------------------------- | --------- |
| 1 | Малое Чеменево   | деревня                         | ↗170      |
| 2 | Сигачи           | деревня, административный центр | ↗752      |